# 教艦ASTRO
『教艦ASTRO』（きょうかんアストロ）は、蕃納葱による日本の4コマ漫画作品。『まんがタイムきららキャラット』（芳文社）にてvol.11（2005年4月23日発売）、vol.12（2005年5月24日発売）の2回にわたり読み切り作品としてゲスト掲載された後、2005年11月号（2005年9月28日発売）より月刊連載作品として連載を開始した。単行本は2014年6月現在、1巻まで刊行されている。なお、読み切り版は単行本第1巻にそれぞれ第1話、第2話という位置づけで収録されている。
読み切り時はシンプルでディフォルメチックな絵柄であったが、連載開始以降は蕃納葱本来の繊細で肉感的な絵柄で描かれている。
連載開始以来、『まんがタイムきららキャラット』誌上において2007年11月号まで掲載されていたが、同誌2008年1月号にてしばらく休載する旨の発表がなされ、以降は休載の状態が続いている。

## 解説
ジャンルとしてはいわゆる「学園モノ」だが、メインとなる舞台は教室でもグラウンドでもなく職員室。メインの登場人物も全員教師で、レギュラーの生徒が存在しないなど、徹底して生徒の出番が少ない。文化祭、体育祭、修学旅行などの各種学校行事についても同様であり、舞台として描かれるのは会議や事前準備、終了後の打ち上げ等、生徒の目に触れない場面である。
基本的に一月毎に話の繋がった4コマの連作という、ライト且つコミカルで、テンポの良い構成になっている。掲載時期に合わせて作中の時間が経過し、同じ年は繰り返さない。
話の随所に2ちゃんねるや同性愛、同人誌などのマニアックなネタが織り込まれている。
ちなみにタイトルの「ASTRO」とは、「Asashio Sogo Teachers' ROom」の略（掲載誌のロゴでは「Asashio Sogo Teacher's Room」と表記されている）。

## ストーリー
東京下町の運河沿いに設置された都立朝潮総合高等学校に勤務する教師達の日常を描く。
主人公・牧和泉が初任者研修を経て担任を受け持つことになった年度から始まり、同僚たちとのんびりした日々を過ごす。

## 登場人物

### 主要登場人物
牧和泉（まき いずみ）
主人公。朝潮五期卒業生。保健体育科教諭。女子バスケ部顧問。
高校生より高校生らしい、ショートカットが特徴のボーイッシュな女性で、人懐っこく天真爛漫。一人称は「オレ」。眠くなれば保健室に赴きベッドを占領し、水泳の授業では自由時間中自分も泳ごうとするなどマイペース。机の上やロッカーはいつも散らかっており、家事も風呂掃除以外は殆ど母親に頼り切り。真っ直ぐで優しい性格で、兄と同僚想い。担任1年目はクラスの生徒に対していいかげんなところがあったが、卒業間近の進路指導を経て生徒達にも真面目に接するようになった。しかし忘れっぽいところがあり、生徒の名前を覚えるのは苦手。
他人の恋愛の話にはよく首を突っ込みたがるが、本人には浮いた話がない模様。
荒井凖名（あらい せつな）
朝潮三期卒業生。養護教諭。
病人には天使の如く優しいが、仮病人には悪魔と化す。流血を好む危ない眼鏡。和泉、南雲の2つ上の先輩だが、和泉とはくだけた間柄。養護教諭としての誇りに満ちた人物に見えて傷や血が好き、かなり凶暴な性格に見えて乙女、という二面性が多い。かなりのゲーマーで、作中ではニンテンドーDSやPSPを学校に持ち込んでプレイしている場面が多く、ゲーム発売日には夜通し並ぶという筋金入り。控えめな体形だが、愛輝曰く「だがそれがいい」。
保健室でゲームをしたりベッドで寝たりしながら、客人（特に流血を伴う怪我）を待ち焦がれている。カウンセラーの谷内が来て以来、カウンセリング客が減ったことに不満を漏らす。しかし毎年夏休み明けになると訪れる、女子生徒のディープな悩みの相談だけは激しく嫌がっている。
愛輝とは高校生時代から交際しており、つれない素振りを見せるが、実際は相思相愛。嫉妬や照れなどから、恋愛面で押しが弱い面を見せる。
南雲有子（なぐも ゆうこ）
朝潮五期卒業生。和泉と同期の国語科教諭。弓道部顧問。
和泉と中学・高校が一緒の親友。和泉とは対照的に和服に身を包む（通勤時は洋服）おっとりとした女性。凄まじい大食漢で、休み時間ごとに重箱弁当を一段ずつ平らげる。昼休みまでに全段を食べ切ってしまい、買い足しに行くことも。食への執着も人一倍強く、隙を見て弁当を摘み食いしようとした和泉に殺気を向けたこともある。和泉曰く抱き心地が良いらしく、痴漢の的にされてしまうが、痴漢の絵を的に弓矢で憂さ晴らしをする。畳の教室でこっそり花見をしたりとさりげなく大胆な行動を取る。
隠れ腐女子で、同人サークル「椰月亭」で創作活動を行っており、イベントにおいて時々自作小説を出版している。ボーイズラブを好み、その妄想の範囲は同僚の男性教諭にまで及ぶ。妄想がヒートすると額に腐の紋章（漢字の腐の文字。ただの演出）が浮かび上がり、食欲が増す。関西弁風の言葉遣いを好んで用いるが、実際に関西出身であるかどうかは作中では明言されていない。
烏丸かなめ（からすま かなめ）
英語とフランス語の授業を担当する外国語科教諭。硬式テニス部顧問。
美人かつグラマラスな肢体の持ち主。眼鏡とスーツ姿が特徴。和泉が担任するクラスの副担任（作品初期の担任クラスが卒業した2007年5月号掲載分以後は和泉とは別のクラスの担任に）。優しく真面目な性格で生徒人気も高く、非の打ち所のない教師に見えるが、和泉に対し同性愛者のケを見せ、常時携行のデジタルカメラで隠し撮りしていたり、ふとしたことで欲情したり、鼻血を噴いて気絶したりしてしまう。頭脳明晰であると同時に、反射神経などの身体能力もかなりのもの。ただし身体は年相応。いつも金には余裕がある様子。
朝潮総合高校の卒業生ではないが、教育実習は朝潮で行なった。実習生当時は今からは想像もつかないほどおどおどしていたが、とある女子生徒に声が好きと褒められて以来、堂々と振る舞えるようになった。
牧愛輝（まき いつき）
朝潮三期卒業生。和泉の2つ上の実兄。和泉が担任になった年度の後期から朝潮に保健体育科非常勤講師として赴任。男子バスケ部顧問。
逞しい肉体と精悍な風貌を持つ男性だが、和泉と共通する容姿と性格をしている。兄妹仲は良好で、一緒に電車通勤している。そこそこ真面目な性格だが性欲に忠実で、保健室で交際相手の荒井に手を出そうとすることも日常茶飯事（和泉曰く『性欲の権化』）。椅子で頭を殴られてもピンピンしているほど頑強な肉体で、学生時代には荒井の治療の練習台になっていた。
南雲の妄想でキャリアカウンセラーの谷内とカップリングにされている。

### 他の教師達
谷内幸也（たにうち さちや）
キャリアカウンセラー。短髪中分けの心優しき眼鏡紳士。同人誌即売会のスタッフを務めており、朝潮赴任以前から同人作家としての南雲を知っていた。
日比野早紀（ひびの さき）
家庭科教諭。男性教諭陣からの人気が高い、糸目のロケット巨乳美人。3分で残り物から一品料理を作ったり、Gをスリッパで撃退する家庭的な女性。既婚者で、娘の体調を気にして現在は担任を持たない。
佐々木広（ささき ひろ）
理科化学教諭。怪しい薬や器具を発明し生徒に使う、マッドサイエンティスト。
古賀義仁（こが よしひと）
商業科教諭。篠崎とよくつるんでいる。日比野に好意を寄せる必死な32歳独身。
桜河恵（おうかわ めぐみ）
国語科教諭。他人の状況で勝手にドラマを作り上げるチビッ子教諭。演劇部顧問。
笠井恭子（かさい やすこ）
芸術科音楽教諭。幸せオーラとノロケ話があふれ出る新婚さん。
篠崎憲次（しのざき けんじ）
数学科教諭。メガネ。烏丸に好意を寄せているが、色々と報われない。メイド好き。
萩原千鶴（はぎわら ちづる）
司書教諭。南雲と同じ趣味を持っていることで意気投合した。強い刺激には耐性がない。
寺沼英代（てらぬま ひでよ）
理科生物教諭。足ツボマッサージが趣味のマイペースなかっこいいおばさん。
中山淳一（なかやま じゅんいち）
芸術科美術教諭。女性の顔もカンバスにしてしまう程のメイクの腕前を持つ。通称ヤマジュン。フリーライティング部顧問。
平野マリ（ひらの マリ）
保健体育科教諭。和泉が高校生の時から朝潮に勤務している。和泉の心優しい恩師。ダンス部顧問。
西園寺真（さいおんじ まこと）
地歴公民科政経教諭。厳格そうな雰囲気を持っているが、一旦スイッチが入ると親馬鹿トークを始めてしまう。運動着が剣道着。
築島治美（つきしま はるみ）
朝潮総合高校校長。学園祭の高集客クラス担任にポケットマネーで金一封を出すなど、おおらかな性格。自ら「若い女の子大好き」と言うだけあって、朝潮の教諭陣は彼女の人選による部分が大きい。
神崎（かんざき）
前任の養護教諭。牧兄妹や南雲、荒井の恩師。かなりの触り魔で、人前でもセクハラまがいの接触を平気で行う。

### 関係者
早瀬啓子（はやせ けいこ）
和泉が担任している生徒の保護者にしてPTA役員。生真面目で厳格な性格で、和泉の天敵っぽい人だが、教師として認めてくれてはいる。運動音痴。

## 単行本
まんがタイムKRコミックスより1巻まで刊行されている。
1. 2007年2月27日発売 ISBN 978-4-8322-7615-4